# Suriya Prasathinphimai
Suriya Prasathinphimai, född 2 april 1980 i Nakhon Ratchasima, Thailand, är en thailändsk boxare som tog OS-brons i mellanviktsboxning 2004 i Aten. Prasathinphimai är även aktiv och tävlar i kickboxning.